# Jorge Guilherme, Príncipe de Eschaumburgo-Lipa
Jorge Guilherme em Eschaumburgo-Lipa (em alemaõ: Georg Wilhelm zu Schaumburg-Lippe; 20 de Dezembro de 1784 – 21 de Novembro de 1860) foi um conde e, posteriormente, primeiro príncipe de Eschaumburgo-Lipa.

## Biografia
Jorge Guilherme nasceu em Bückeburg sendo filho de Filipe II, Conde de Eschaumburgo-Lipa e da sua segunda esposa, a condessa Juliana de Hesse-Philippsthal.
Sucedeu ao seu pai como conde de Eschaumburgo-Lipa a 13 de Fevereiro de 1787, mas, por ser ainda menor de idade, foi a sua mãe, a condessa Juliana, que governou como regente. No entanto, o conde Guilherme IX de Hesse-Cassel ocupou todo o território de Eschaumburgo-Lipa excepto Wilhelmstein, depois de o invadir tendo como justificação a sua pretensão ao trono de Eschaumburgo-Lipa tendo por base o estatuto morganático dos antepassados de Juliana. No entanto, a corte de Viena decidiu a favor de Jorge Guilherme e ordenou o conde Guilherme IX a retirar-se, o que ele cumpriu após dois meses de ocupação
Eschaumburgo-Lipa juntou-se à Confederação do Reno a 15 de Dezembro de 1807 e foi elevado ao estatuto de principado: Jorge Guilherme tornou-se no primeiro príncipe de Eschaumburgo-Lipa. Em 1815, Eschaumburgo-Lipa juntou-se à Confederação Germânica. Jorge Guilherme morreu em Bückeburg e foi sucedido como príncipe pelo seu filho, Adolfo.

## Casamento e descendentes
Jorge Guilherme casou-se a 23 de Junho de 1816 em Arolsen com a princesa Ida de Waldeck e Pyrmont; tiveram nove filhosː
1. Adolfo I, Príncipe de Eschaumburgo-Lipa  (1 de Agosto de 1817 – 8 de Maio de 1893), casado com a princesa Hermínia de Waldeck e Pyrmont; com descendência.
2. Matilde de Eschaumburgo-Lipa (11 de Setembro de 1818 –14 de Agosto de 1891); casada com o duque Eugénio de Württemberg; com descendência.
3. Adelaide de Eschaumburgo-Lipa (9 de Março de 1821 – 30 de Julho de 1899), casada com Frederico, Duque de Eslésvico-Holsácia-Sonderburgo-Glucksburgo; com descendência.
4. Ernesto de Eschaumburgo-Lipa (12 de Dezembro de 1822 – 2 de Abril de 1831), morreu aos oito anos de idade.
5. Ida de Eschaumburgo-Lipa (26 de Maio de 1824 – 5 de Março de 1894), morreu solteira e sem descendentes.
6. Ema de Eschaumburgo-Lipa (24 de Dezembro de 1827 – 23 de Janeiro de 1828), morreu com poucas semanas.
7. Guilherme de Eschaumburgo-Lipa (12 de Dezembro de 1834 – 4 de Abril de 1906); casado com a princesa Batilde de Anhalt-Dessau; com descendência.
8. Hermano de Eschaumburgo-Lipa (31 de Outubro de 1839 – 23 de Dezembro de 1839), morreu com quase dois meses de idade.
9. Isabel de Eschaumburgo-Lipa (5 de Março de 1841 – 30 de Novembro de 1926); casada com o príncipe Guilherme de Hanau e Horowitz, filho do casamento morganático de Frederico Guilherme, Príncipe-Eleitor de Hesse.

## Genealogia
| Jorge Guilherme, Príncipe de Eschaumburgo-Lipa | Pai: Filipe II, Conde de Eschaumburgo-Lipa | Avô paterno: Frederico Ernesto, Conde de Lipa-Alverdissen  | Bisavô paterno: Filipe Ernesto, Conde de Lipa-Alverdissen              |
| Jorge Guilherme, Príncipe de Eschaumburgo-Lipa | Pai: Filipe II, Conde de Eschaumburgo-Lipa | Avô paterno: Frederico Ernesto, Conde de Lipa-Alverdissen  | Bisavó paterna: Doroteia Amália de Eslésvico-Holsácia-Sonderburgo-Beck |
| Jorge Guilherme, Príncipe de Eschaumburgo-Lipa | Pai: Filipe II, Conde de Eschaumburgo-Lipa | Avó paterna: Isabel Filipina de Friesenhausen              | Bisavô paterno: Filipe Segismundo de Friesenhausen                     |
| Jorge Guilherme, Príncipe de Eschaumburgo-Lipa | Pai: Filipe II, Conde de Eschaumburgo-Lipa | Avó paterna: Isabel Filipina de Friesenhausen              | Bisavó paterna: Sophie Elisabeth von Ditfurth                          |
| Jorge Guilherme, Príncipe de Eschaumburgo-Lipa | Mãe: Juliana de Hesse-Philippsthal         | Avô materno: Guilherme, Conde de Hesse-Philippsthal        | Bisavô materno: Carlos I, Conde de Hesse-Philippsthal                  |
| Jorge Guilherme, Príncipe de Eschaumburgo-Lipa | Mãe: Juliana de Hesse-Philippsthal         | Avô materno: Guilherme, Conde de Hesse-Philippsthal        | Bisavó materna: Carolina Cristina de Saxe-Eisenach                     |
| Jorge Guilherme, Príncipe de Eschaumburgo-Lipa | Mãe: Juliana de Hesse-Philippsthal         | Avó materna: Ulrica Leonor de Hesse-Philippsthal-Barchfeld | Bisavô materno: Guilherme, Conde de Hesse-Philippsthal-Barchfeld       |
| Jorge Guilherme, Príncipe de Eschaumburgo-Lipa | Mãe: Juliana de Hesse-Philippsthal         | Avó materna: Ulrica Leonor de Hesse-Philippsthal-Barchfeld | Bisavó materna: Carlota Guilhermina de Anhalt-Bernburg-Schaumburg-Hoym |